# タケノベルベット
タケノベルベットは日本の競走馬。1992年エリザベス女王杯優勝馬である。そのほかのおもな勝鞍に鳴尾記念などがある。半姉に桜花賞馬リーゼングロス（父アローエクスプレス）やマーサレッド（1983年優駿賞最優秀3歳牝馬、父ボールドリック）がいる。
馬齢は旧表記にて統一する。

## 戦績
デビューは1992年2月のダート1800m新馬戦であり、2馬身半差で快勝。エリザベス女王杯出走まで6戦3勝という成績を残している。その間にはクラシックトライアルのチューリップ賞（アドラーブル、ニシノフラワーの3着、ただし当時は重賞ではなく優先出走枠は2着馬までだった）やスイートピーステークス（8着）にも出走しているが、優先出走権を得ることは出来ず春にはGIとは無縁な馬だった。準オープンの身で出走したエリザベス女王杯では18頭立てでブービーの17番人気とまったく注目されていなかったが、同じくパドスール産駒の2着メジロカンムリを3馬身半突き放して快勝、馬番連勝の配当が7万470円という番狂わせであった。なおこの勝利は鞍上を託された藤田伸二にとっては初のG1制覇であった。続く鳴尾記念では古馬牡馬相手に掛かるところがありながら勝利し、エリザベス女王杯がフロックではなかったことを証明して見せた。
1993年も日経新春杯3着、阪神大賞典ではレコードをマークしたメジロパーマーと半馬身差の2着と好成績を残しており、天皇賞（春）では5番人気と穴馬的な評価を受けていたが、フケ（発情）の影響もあり10着と大敗。同レースを最後に引退した。

## 競走成績
| 競走日     | 競馬場 | 競走名             | 格      | 距離（馬場）  | 頭 数 | 枠 番 | 馬 番 | オッズ （人気） | 着順  | タイム （上り3F） | 着差 | 騎手     | 斤量 | 1着馬（2着馬）         |
| ---------- | ------ | ------------------ | ------- | ------------- | ----- | ----- | ----- | --------------- | ----- | ----------------- | ---- | -------- | ---- | ---------------------- |
| 1992.02.02 | 京都   | 4歳新馬            |         | ダ1800m（重） | 9     | 3     | 3     | 002.20（1人）   | 01着  | 01:54.4（36.9）   | -0.4 | 河内洋   | 53kg | （アイパラミッタ）     |
| 0000.03.15 | 阪神   | チューリップ賞     | OP      | 芝1600m（稍） | 14    | 7     | 12    | 019.90（6人）   | 03着  | 01:39.6（38.9）   | -1.1 | 河内洋   | 54kg | アドラーブル           |
| 0000.04.26 | 東京   | スイートピーS      | OP      | 芝1800m（良） | 18    | 3     | 6     | 005.80（2人）   | 08着  | 01:50.0（37.4）   | -0.6 | 田中勝春 | 54kg | タイコサージュ         |
| 0000.05.24 | 阪神   | 野苺賞             | 500万下 | 芝2000m（良） | 12    | 8     | 12    | 002.00（1人）   | 01着  | 02:05.0（37.5）   | -0.0 | 塩村克己 | 53kg | （キタシバリヨン）     |
| 0000.06.21 | 中京   | ひめゆりS          | 900万下 | 芝2000m（良） | 14    | 6     | 9     | 007.00（3人）   | 01着  | 02:01.6（37.3）   | -0.1 | 塩村克己 | 53kg | （シクレノングルーム） |
| 0000.07.05 | 中京   | 中日スポーツ賞4歳S | GIII    | 芝1800m（良） | 14    | 7     | 12    | 004.50（2人）   | 07着  | 01:49.2（36.9）   | -1.0 | 塩村克己 | 53kg | キョウエイボーガン     |
| 0000.11.15 | 京都   | エリザベス女王杯   | GI      | 芝2400m（良） | 18    | 6     | 12    | 091.30（17人）  | 01着  | 02:27.1（34.1）   | -0.6 | 藤田伸二 | 55kg | （メジロカンムリ）     |
| 0000.12.13 | 阪神   | 鳴尾記念           | GII     | 芝2500m（稍） | 11    | 3     | 3     | 005.10（2人）   | 01着  | 02:39.1（38.9）   | -0.2 | 藤田伸二 | 55kg | （エイティボレー）     |
| 1993.01.24 | 京都   | 日経新春杯         | GII     | 芝2200m（良） | 12    | 7     | 11    | 005.20（3人）   | 03着  | 02:14.3（35.1）   | -0.3 | 藤田伸二 | 55kg | エルカーサリバー       |
| 0000.03.14 | 阪神   | 阪神大賞典         | GII     | 芝3000m（良） | 11    | 2     | 2     | 003.50（2人）   | 02着  | 03:09.3（36.7）   | -0.1 | 武豊     | 56kg | メジロパーマー         |
| 0000.04.25 | 京都   | 天皇賞（春）       | GI      | 芝3200m（良） | 15    | 4     | 6     | 015.40（5人）   | 010着 | 03:19.8（38.0）   | -2.7 | 河内洋   | 56kg | ライスシャワー         |

## 引退後
繁殖牝馬となったが、8頭の産駒が中央でデビューして計1勝にとどまり、目立った産駒の活躍はなかった。また、産駒のほとんどが牝馬である。2007年までに10頭目の産駒を送り出し、2011年に繁殖から引退。その後はイーハトーヴ・オーシァンファームで余生を送る。所有権は土佐黒潮牧場にあるが、当地は繋養馬が牡馬ばかりであること、北海道から高知県への長距離輸送やそれにともなう環境の変化の大きさを考慮し、同じ養老牧場であるイーハトーヴ・オーシァンファームに預託する形式をとっている。2014年2月28日に同ファームで息を引き取った。

## 血統表
| タケノベルベットの血統                | タケノベルベットの血統                        | タケノベルベットの血統 | （血統表の出典）       | （血統表の出典） |
| 父系                                  | ミルリーフ系                                  | ミルリーフ系           | ミルリーフ系           | [ § 2 ]          |
| 父 * パドスール Pas de Seul 1979 鹿毛 | 父の父Mill Reef 1968 鹿毛                     | Never Bend             | Nasrullah              | Nasrullah        |
| 父 * パドスール Pas de Seul 1979 鹿毛 | 父の父Mill Reef 1968 鹿毛                     | Never Bend             | Lalun                  |                  |
| 父 * パドスール Pas de Seul 1979 鹿毛 | 父の父Mill Reef 1968 鹿毛                     | Milan Mill             | Princequillo           | Princequillo     |
| 父 * パドスール Pas de Seul 1979 鹿毛 | 父の父Mill Reef 1968 鹿毛                     | Milan Mill             | Virginia Water         |                  |
| 父 * パドスール Pas de Seul 1979 鹿毛 | 父の母Thereby 1965 黒鹿毛                     | Star Moss              | Mossborough            | Mossborough      |
| 父 * パドスール Pas de Seul 1979 鹿毛 | 父の母Thereby 1965 黒鹿毛                     | Star Moss              | Star of France         |                  |
| 父 * パドスール Pas de Seul 1979 鹿毛 | 父の母Thereby 1965 黒鹿毛                     | Besides                | Naucide                | Naucide          |
| 父 * パドスール Pas de Seul 1979 鹿毛 | 父の母Thereby 1965 黒鹿毛                     | Besides                | Bees Knees             |                  |
| 母 タケノダンサー 1971 栗毛           | 母の父* チャイナロック China Rock 1953 栃栗毛 | Rockefella             | Hyperion               | Hyperion         |
| 母 タケノダンサー 1971 栗毛           | 母の父* チャイナロック China Rock 1953 栃栗毛 | Rockefella             | Rockfel                |                  |
| 母 タケノダンサー 1971 栗毛           | 母の父* チャイナロック China Rock 1953 栃栗毛 | May Wong               | Rustom Pasha           | Rustom Pasha     |
| 母 タケノダンサー 1971 栗毛           | 母の父* チャイナロック China Rock 1953 栃栗毛 | May Wong               | Wezzan                 |                  |
| 母 タケノダンサー 1971 栗毛           | 母の母* ラダンスーズ La Danseuse 1964 鹿毛    | Le Levanstell          | Le Lavandou            | Le Lavandou      |
| 母 タケノダンサー 1971 栗毛           | 母の母* ラダンスーズ La Danseuse 1964 鹿毛    | Le Levanstell          | Stella's Sister        |                  |
| 母 タケノダンサー 1971 栗毛           | 母の母* ラダンスーズ La Danseuse 1964 鹿毛    | Star Dancer            | Arctic Star            | Arctic Star      |
| 母 タケノダンサー 1971 栗毛           | 母の母* ラダンスーズ La Danseuse 1964 鹿毛    | Star Dancer            | Dancing Time           |                  |
| 母系(F-No.)                           | ラダンスーズ系(FN:2-f)                        | ラダンスーズ系(FN:2-f) | ラダンスーズ系(FN:2-f) | [ § 3 ]          |
| 5代内の近親交配                       | Nearco 5･5×5                                  | Nearco 5･5×5           | Nearco 5･5×5           | [ § 4 ]          |
| 出典                                  | 1. 2. 3. 4.                                   | 1. 2. 3. 4.            | 1. 2. 3. 4.            | 1. 2. 3. 4.      |